# (33262) 1998 HK51
1998 HK51 (asteroide 33262) é um asteroide da cintura principal. Possui uma excentricidade de 0.13805690 e uma inclinação de 7.61701º.
Este asteroide foi descoberto no dia 25 de abril de 1998 por LONEOS em Anderson Mesa.